# Памятник М. И. Калинину (Выборг)
Памятник М. И. Калинину — статуя работы скульптора Б. В. Едунова в Выборге, установленная в 1957 году на Суворовской площади и перенесённая во двор дома-музея В. И. Ленина в 2013 году. Памятник, посвящённый советскому государственному и партийному деятелю, «всесоюзному старосте» М. И. Калинину, имеет статус объекта культурного наследия регионального значения.

## История
11 мая 1940 года в Выборге состоялся военный парад, посвящённый окончанию Советско-финляндской войны (1939—1940). В город, отошедший к СССР, прибыл Председатель Президиума Верховного Совета СССР Михаил Иванович Калинин, и вручил государственные награды отличившимся красноармейцам и командирам, выстроившимся на городских площадях.

Статуя в Калининграде, установленная позже выборгской

После смерти многолетнего официального главы советского государства, в соответствии с постановлением Совета Министров СССР от 30 июня 1946 года «Об увековечении памяти Михаила Ивановича Калинина» на фасаде школьного здания, обращённого к Суворовской площади, была размещена памятная доска, посвящённая параду. При этом в центре площади в 1951 году установили бюст Сталина, заменённый в 1953 году памятником Максиму Горькому. Но в 1957 году памятник писателю перенесли на центральную аллею Садового сквера, а место, на котором М. И. Калинин вручал в 1940 году ордена и медали, занял торжественно открытый бронзовый памятник «всесоюзному старосте». 
Скульптор Б. В. Едунов работал над образом М. И. Калинина в связи с участием в конкурсе на проект памятника, заложенного в 1951 году в Калининграде. По итогам конкурса, подведённым в 1956 году, победила его работа — изображение «рабоче-крестьянского президента» со сложенным листом бумаги в левой руке, произносящим речь, которая слегка подчёркивается сдержанным жестом согнутой в локте правой руки, обращённой к слушателям. Выборгский вариант статуи Калинина был установлен раньше гораздо более масштабного калининградского аналога, сооружённого в 1959 году.
Памятник М. И. Калинину в Выборге в 1959 году включён в перечень памятников истории и искусства, подлежащих охране. 
С 1999 года статуя стала частью мемориала: перед ней размещалась гранитная стела с новым названием — «площадь Выборгских Полков» и перечнем воинских подразделений, которым в ходе Северной войны и Великой Отечественной войны присвоено почётное наименование «выборгские». При этом, по мнению искусствоведа Е. Е. Кеппа, относительно небольшие размеры скульптуры не соответствовали масштабам обширной площади.
После присвоения Выборгу указом Президента Российской Федерации от 25 марта 2010 года № 341 почётного звания «Город воинской славы» внешний облик мемориала коренным образом изменился: стела с перечнем выборгских полков была перенесена в южную часть площади, а место демонтированного памятника М. И. Калинину заняла установленная в 2011 году стела «Город воинской славы» — одиннадцатиметровая гранитная колонна дорического ордера, увенчанная бронзовым двуглавым орлом. С этого времени мемориал на площади посвящён не трём войнам, а всей военной истории Выборга, и о вручении Калининым наград военнослужащим на параде 11 мая 1940 года повествует текст на одном из барельефов пилонов, окружающих колонну.
В числе различных вариантов для нового места установки статуи Калинина в Выборге предлагались Центральный парк культуры и отдыха имени М. И. Калинина и школа в Калининском микрорайоне. Но в итоге в 2013 году статую, лишённую гранитного постамента, разместили во дворе дома-музея В. И. Ленина в качестве садово-парковой скульптуры. В связи с тем, что работы по благоустройству и развитию парка культуры и отдыха далеки от завершения, сохраняется возможность установки памятника Калинину на Батарейной горе.